# Żabia Wola (Grodzisk Mazowiecki)
Pour les articles homonymes, voir Żabia Wola.
Żabia Wola (prononciation : [ˈʐabja ˈvɔla]) est un village polonais de la gmina de Żabia Wola dans le powiat de Grodzisk Mazowiecki de la voïvodie de Mazovie dans le centre-est de la Pologne.
Le village est le siège administratif de la gmina appelée gmina de Żabia Wola.
Il se situe à environ 10 km au sud-est de Grodzisk Mazowiecki (siège du powiat) et à 30 km au sud-ouest de Varsovie (capitale de la Pologne).
Le village possède approximativement une population de 530 habitants.

## Histoire
De 1975 à 1998, le village appartenait administrativement à la voïvodie de Skierniewice.